# Cisura interhemisférica
La cisura interhemisférica o intercerebral es una profunda hendidura que divide longitudinalmente al cerebro en dos hemisferios cerebrales (el derecho y el izquierdo) unidos entre sí por el cuerpo calloso. 
También es conocido como "surco longitudinal superior" o "fisura longitudinal cerebral".
Otras cisuras, como la cisura de Rolando, la cisura de Silvio y la cisura perpendicular interna, dividen cada uno de los hemisferios en grandes lóbulos cerebrales, que a su vez presentan circunvoluciones cerebrales.